# La novia vestía de rojo
La novia vestía de rojo (en inglés, The Bride Wore Red) es una comedia estadounidense de 1937 dirigida por Dorothy Arzner y protagonizada por Joan Crawford, Franchot Tone, Robert Young y Billie Burke. Está basada en la obra teatral The Bride from Trieste de Ferenc Molnár, que nunca llegó a ser producida. En esta historia que va desde la pobreza a la riqueza, Crawford interpreta a una cantante de cabaret que se hace pasar por aristócrata. Es la última de las siete que Crawford y Franchot Tone, en ese entonces su marido, hicieron juntos.

## Argumento
En un casino de Trieste, el cínico Conde Armalia (George Zucco) le dice a su amigo Rudi Pal (Robert Young) que la vida es «una gran ruleta». La suerte es lo único que separa a los aristócratas de los camareros. Más tarde, en «el peor antro de Trieste» le dice a Rudi que si mandara lavar, vestir y peinar a una de las chicas, no podría distinguir entre una de esa «pobrecitas» (la prostitución está implicada) y su prometida. Rudi se marcha y el conde decide demostrar su hipótesis; así, ofrece a la cantante Anni Pavlovitch (Joan Crawford) dinero, un vestuario digno y una estancia de dos semanas en Terrano, un elegante resort en el Tirol. Se convierte en Anne Vivaldi, la hija ficticia de un oficial naval inexistente. La única condición que pone Anni es un vestido de noche rojo.
Cuando Anni llega a la estación de tren de Terrano, consigue que Giulio (Franchot Tone) la lleve al hotel, un cartero filósofo y poético sin ninguna ambición ni deseo de riqueza y al que no le impresiona su actitud arrogante. El director del hotel saluda efusivamente a Anni, pues el Conde lo ha arreglado todo y la estaba esperando.
La criada resulta ser una vieja amiga de Anni, María (Mary Philips). Un día, María se mira en un espejo y se asusta por las arrugas y por el intenso maquillaje que presagiaban su «final». Ella ha construido una nueva y feliz vida en el hotel. María desconfía del Conde y advierte a Anni de que debe tener cuidado y ser correcta. Le horroriza el nuevo y querido vestido de noche de Anni, un amasijo de cuentas rojas. «Más vale que lleves una señal», le dice sombría.
Esa noche, vestida con un encaje pálido, Anni tiene problemas con el menú y el servicio de mesa hasta que un camarero le ayuda, discretamente. Rudi está cenando con su prometida, Maddalena Monti (Lynne Carver); su padre, Admiral Monti (Reginald Owen); y la Contessa di Meina (Billie Burke). Rudi y Admiral se sienten atraídos por Anni. Admiral le envía una nota a Anni y ella pensando que es de Rudi la rompe fríamente. Rudi se disculpa, se lo explica y la invita a unirse a la fiesta. Admiral pretende conocerla, Rudi la saca a bailar y la Contessa advierte a Maddalena. 
Rudi se enamora de Anni, desconcertado por la diferencia entre su comportamiento en el hotel y su salvaje libertad en el bosque. Giulio, claramente enamorado, también está confundido. Con la esperanza de atraer a Rudi a una propuesta, Anni prolonga su estancia.
La Contessa, que ha sospechado desde el principio le echa un cable a Armalia. Su respuesta —que había olvidado su experimento con la chica del cabaret— llega a través de Giulio. De camino a entregarla, Giulio se encuentra con Anni y van a su casa de campo. Ella le cuenta una larga mentira sobre su pasado y se derrumba. Lo ama, pero el matrimonio con Rudi le daría la vida que anhela. Más tarde, ella se cae y Giulio pierde el telegrama mientras la ayuda.
En la fiesta de disfraces, Anni desprecia a Giulio cuando éste le ofrece un Edelweiss, símbolo de amor devoto que sólo se encuentra en las remotas y peligrosas alturas de las montañas. «Debe haber arriesgado su vida por esas flores», dice la Contessa. Rudi finalmente le propone matrimonio, después de que ella se niegue a ser su amante. Por otra parte, confiesa a Giulio que le ama, pero que se casará con Rudi al día siguiente porque puede vivir sin amor, pero nunca más vivirá con hambre.
Al día siguiente, Rudi le dice a Maddalena que ama a Anni. Ella se aparta, sugiriendo que cenen juntos esa noche, y entonces rompe a llorar. Mientras María ayuda a Anni a hacer la maleta, ésta decide ponerse el vestido rojo. María le dice que ya no tiene corazón y que el rojo chillón es lo que realmente es. «No puedes recordar el paseo marítimo porque todavía estás ahí».
Durante la cena, Giulio lleva una copia del telegrama al hotel; el botones se lo entrega a la Contessa, que lo muestra a los demás. Maddalena se muestra realmente comprensiva. Anni le dice a Rudi que debería casarse con su novia de la infancia.
Anni corre hacia María en busca de consuelo, pero pronto se da cuenta de que está aliviada. Abandona el hotel, llevándose sólo su traje de campesina y una larga capa. Giulio la espera felizmente.

## Reparto
- Joan Crawford - Anni Pavlovitch
- Franchot Tone - Giulio
- Robert Young - Rudi Pal
- Billie Burke - Contessa di Meina
- Reginald Owen - Admiral Monti
- Lynne Carver - Maddelena Monti
- George Zucco - Conde Armalia
- Mary Phillips - María
- Paul Porcasi - Signor Nobili
- Dickie Moore - Pieto
- Frank Puglia - Alberto
- Adriana Caselotti - primera campesina
- Jean Lewis - segunda campesina
- Ann Rutherford - tercera campesina